# バッサー・クレメンツ

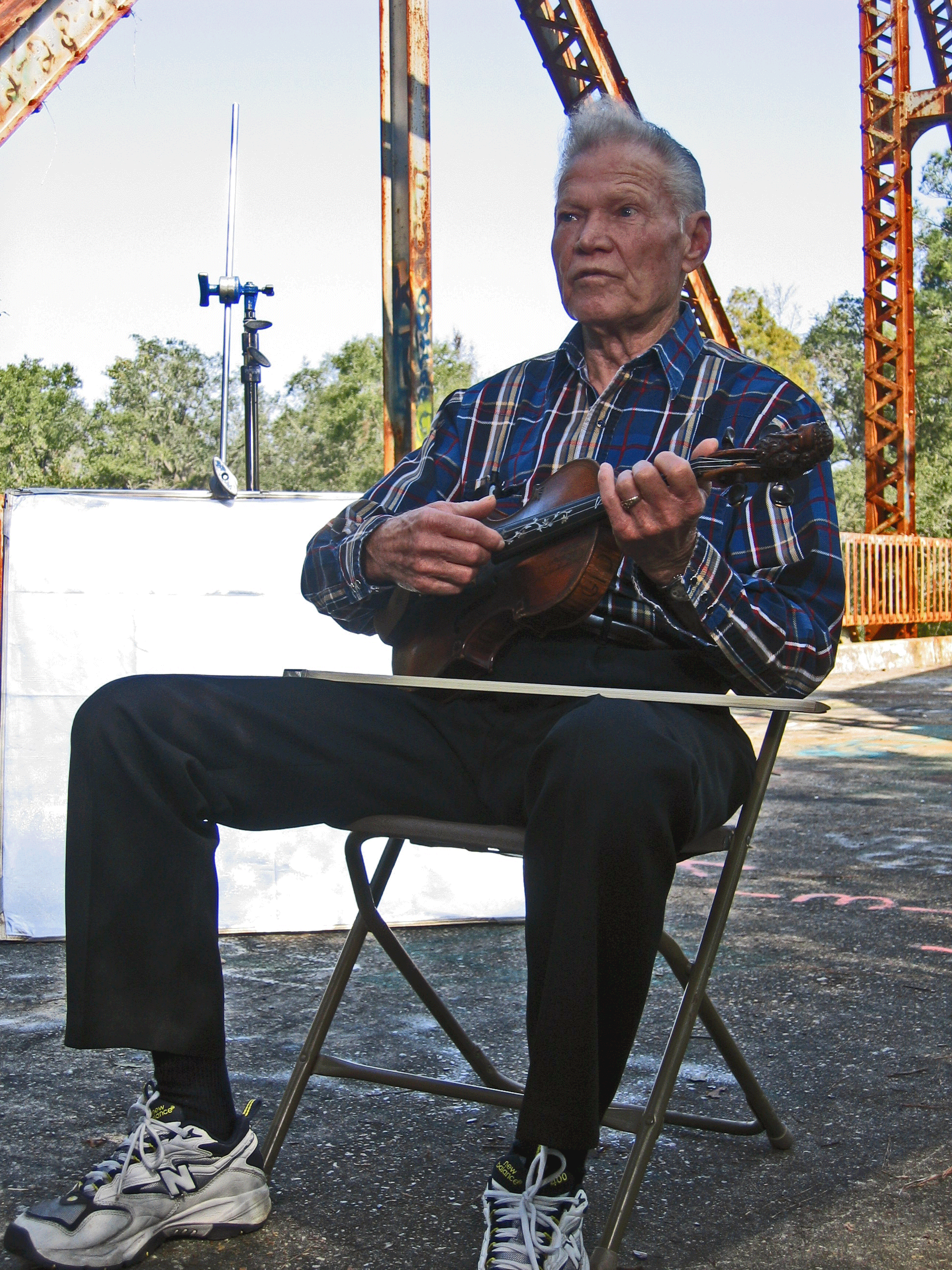
バッサー・クレメンツ（2004年）

バッサー・クレメンツ（Vassar Clements, 1928年4月25日 - 2005年8月16日）はアメリカ合衆国フロリダ州出身のブルーグラスミュージシャン、フィドル奏者。
グラミー賞のアメリカンジャズ、スウィング、ブルーグラスフィドラーの各部門で受賞歴がある。ビルモンロー＆ヒズブルーグラスボーイズのメンバーとして活動した。
| スタブアイコン | サブスタブ | この項目は、まだ閲覧者の調べものの参照としては役立たない、人物に関連した書きかけの項目です。この項目を加筆・訂正などしてくださる協力者を求めています（P:人物伝/PJ:人物伝）。 |